# Steve Bales
Steve Bales (n. 7 octombrie 1942, Ottumwa⁠(d), Iowa, SUA)  este un fost un inginer spațial la NASA, unde a fost comandant de zbor și îndrumător (GUIDO). Bales, la 26 de ani, a fost cunoscut pentru decizia sa de a nu abandona zborul Apollo 11 cu puțin timp înainte de a aseleniza, în ciuda problemelor masive de calculator și a vitezei excesive a modulului lunar. 

## Pregătire
Născut în Ottumwa, Iowa și crescut în Fremont, Steve Bales a studiat la Iowa State University, obtinând o diplomă de licență în Aeronautical Engineering. 

## NASA
Imediat după absolvire, s-a alăturat în decembrie 1964 în serviciul NASA. Acolo el a fost responsabil ca director de zbor și îndrumător (Guidance Officer) pentru calculul traiectoriei automate prin așa-numitul Guidance System la bordul Gemini 3, Gemini 4 și Gemini 10. 

## Cariera ulterioară
Cariera ulterioară a lui Bale a culminat cu funcția de Deputy Director of Operations la Johnson Space Center. A părăsit NASA în 1996 și a preluat un loc de muncă la Amspec Chemical din New Jersey.

## Legături externe
- Înregistrări de bandă a fazei de aselenizare a Apollo 11